# Xã Bartholomew, Quận Lincoln, Arkansas
Xã Bartholomew (tiếng Anh: Bartholomew Township) là một xã thuộc quận Lincoln, tiểu bang Arkansas, Hoa Kỳ. Năm 2010, dân số của xã này là 687 người.